# Torcy-le-Petit, Aube

Torcy-le-Petit este o comună în departamentul Aube din nord-estul Franței. În 1 ianuarie 2022 avea o populație de 72 de locuitori.